# آنا تشيبوفسكايا
آنا بوريسوفنا تشيبوفسكايا (بالروسية: Анна Борисовна Чиповская)‏ (بالروسية:А́нна Бори́совна Чипо́вская; ولدت في 16 يونيو 1987) ممثلة تلفزيونية وسينمائية ومسرحية روسية.

## نشأتها
ولدت آنا تشيبوفسكايا في موسكو، سفسر، الاتحاد السوفياتي. لأمها أولغا تشيبوفسكايا، ممثلة مسرح فختانغوف، والدها بوريس فرومكين موسيقي الجاز.
حلم الآباء لأبنتهما مسيرة مهنية في مجال المترجمة، لذا اكملت تعليمها في مدرسة الثانوية للغة، في الوقت نفسه في المدرسة الثانوية، عملت آنا مع وكالة لعروض الأزياء.بعد ذلك درست حتى الصف التاسع والتحقت في مدرسة الدراما.
في عام 2009 تخرجت آنا من مدرسة موسكو للفنون المسرحية وتم قبولها في فرقة استوديو مسرح موسكو تحت إشراف أوليج تاباكوف، حيث بدأت اللعب، في حين لا تزال طالبا. في نفس العام «نيزافيسيمايا غازيتا» سلط الضوء على عمل آنا تشيبوفسكايا في مسرحية «أوليسيا».

## وصلات خارجية
- آنا تشيبوفسكايا على موقع IMDb (الإنجليزية)
- آنا تشيبوفسكايا على موقع قاعدة بيانات الفيلم (الإنجليزية)
- آنا تشيبوفسكايا على موقع كينوبويسك (الروسية)